# Bob Dylan (album)
Bob Dylan è il primo album in studio dell'omonimo cantautore, pubblicato nel marzo del 1962.

## Descrizione
Dylan era arrivato a New York l'anno precedente e aveva incominciato a esibirsi in alcuni locali del Greenwich Village; cercò invano una casa discografica venendo rifiutato da Elektra, Folkways e Vanguard per poi, grazie al produttore John Hammond che lo aveva conosciuto e ascoltato suonare in casa della sorella della sua amica Joan Baez, nel novembre 1961 poté realizzare il suo primo album che venne registrato nello studio A della Columbia sulla Seventh Avenue.
Venne registrato in soli tre pomeriggi e la Columbia Records non nascose il fatto che per la sua realizzazione furono spesi appena 402 dollari. Il disco contiene solo due canzoni scritte da Dylan, Talkin' New York e Song to Woody, mentre le altre sono cover di brani tradizionali arrangiati da Dylan stesso o brani di artisti che avevano anch'essi inciso per la Columbia; molto peso nella scelta dei titoli ebbe lo stesso produttore Hammond.
All'epoca della pubblicazione l'album fu commercialmente deludente, vendendo inizialmente poco ma gettò le basi per la sua carriera consacrandolo come un talento emergente della musica folk.

## Tracce
1. You're No Good – 1:40 (Jesse Fuller)
2. Talkin' New York – 3:20 (Bob Dylan)
3. In My Time of Dyin' – 2:40 (trad. arr. Dylan)
4. Man of Constant Sorrow – 3:10 (trad. arr. Dylan)
5. Fixin' to Die Blues – 2:22 (Bukka White)
6. Pretty Peggy-O – 3:23 (trad. arr. Dylan)
7. Highway 51 Blues – 2:52 (Curtis Jones)
8. Gospel Plow – 1:47 (trad. arr. Dylan)
9. Baby, Let Me Follow You Down – 2:37 (Rev. Gary Davis, Eric Von Schmidt, Dave Van Ronk)
10. House of the Risin' Sun – 5:20 (trad. arr. Van Ronk)
11. Freight Train Blues – 2:18 (trad. arr. Dylan)
12. Song to Woody – 2:42 (Bob Dylan)
13. See That My Grave Is Kept Clean – 2:43 (Blind Lemon Jefferson)